# 拉文·拉吉
V·拉文·拉吉（2000年6月27日—）為印度裔新加坡男子籃球運動員，九歲時觀看場籃球比賽後開始接受籃球訓練，15歲時參加過國家青年隊選拔賽，2017年首次代表新加坡國家隊參加國際賽，2018年與東南亞職業籃球聯賽新加坡腾飞之狮簽約，2023年12月加盟大馬籃球聯賽柔佛南虎。

## 外部連結
- 拉文·拉吉在fiba.basketball（英语）
- 拉文·拉吉在fiba3x3.com（英语）
- 拉文·拉吉在Eurobasket.com（球員）（英语）
- 拉文·拉吉在Flashscore（英语）